# شورای المپیک آسیا
شورای المپیک آسیا نهاد اداره‌کننده کمیته‌های ملی المپیک و مسابقات مرتبط به آن همچون بازی‌های آسیایی در قاره آسیا است که در سال ۱۹۸۲ تاسیس شده و هم‌اکنون ۴۵ عضو دارد.قبلا اسرائیل هم عضو بوده اکنون عضو کمیته المپیک اروپا است.

## اعضا
| ملیت              | کد  | نام کمیته ملی المپیک                   | تأسیس     | منبع   |
| ----------------- | --- | -------------------------------------- | --------- | ------ |
| افغانستان         | AFG | کمیته ملی المپیک افغانستان             | ۱۹۳۵/۱۹۳۶ | [ ۱ ]  |
| بحرین             | BRN | کمیته المپیک بحرین                     | ۱۹۷۸/۱۹۷۹ | [ ۲ ]  |
| بنگلادش           | BAN | اتحادیه المپیک بنگلادش                 | ۱۹۷۹/۱۹۸۰ | [ ۳ ]  |
| بوتان (کشور)      | BHU | کمیته المپیک بوتان                     | ۱۹۸۳      | [ ۴ ]  |
| برونئی            | BRU | کمیته ملی المپیک برونئی دارالسلام      | ۱۹۸۴      | [ ۵ ]  |
| کامبوج            | CAM | کمیته ملی المپیک کامبوج                | ۱۹۸۳/۱۹۹۴ | [ ۶ ]  |
| چین               | CHN | کمیته المپیک چین                       | ۱۹۱۰/۱۹۷۹ | [ ۷ ]  |
| کره شمالی         | PRK | کمیته المپیک کره شمالی                 | ۱۹۵۳/۱۹۵۷ | [ ۸ ]  |
| هنگ کنگ           | HKG | فدراسیون ورزش‌ها و کمیته المپیک هنگ کنگ | ۱۹۵۰/۱۹۵۱ | [ ۹ ]  |
| هند               | IND | اتحادیه المپیک هند                     | ۱۹۲۷      | [ ۱۰ ] |
| اندونزی           | INA | کمیته المپیک اندونزی                   | ۱۹۴۶/۱۹۵۲ | [ ۱۱ ] |
| ایران             | IRI | کمیته ملی المپیک ایران                 | ۱۹۴۷      | [ ۱۲ ] |
| عراق              | IRQ | کمیته ملی المپیک عراق                  | ۱۹۴۸      | [ ۱۳ ] |
| ژاپن              | JPN | کمیته المپیک ژاپن                      | ۱۹۱۱/۱۹۱۲ | [ ۱۴ ] |
| اردن              | JOR | کمیته المپیک اردن                      | ۱۹۵۷/۱۹۶۳ | [ ۱۵ ] |
| قزاقستان          | KAZ | کمیته ملی المپیک قزاقستان              | ۱۹۹۰/۱۹۹۳ | [ ۱۶ ] |
| کره جنوبی         | KOR | کمیته المپیک کره جنوبی                 | ۱۹۴۶/۱۹۴۷ | [ ۱۷ ] |
| کویت              | KUW | کمیته المپیک کویت                      | ۱۹۵۷/۱۹۶۶ | [ ۱۸ ] |
| قرقیزستان         | KGZ | کمیته ملی المپیک قرقیزستان             | ۱۹۹۱/۱۹۹۳ | [ ۱۹ ] |
| لائوس             | LAO | کمیته ملی المپیک لائوس                 | ۱۹۷۵/۱۹۷۹ | [ ۲۰ ] |
| لبنان             | LIB | کمیته المپیک لبنان                     | ۱۹۴۷/۱۹۴۸ | [ ۲۱ ] |
| ماکائو            | MAC | کمیته المپیک ماکائو                    | ۱۹۸۷/۲۰۰۹ | [ ۲۲ ] |
| مالزی             | MAS | شورای المپیک مالزی                     | ۱۹۵۳/۱۹۵۴ | [ ۲۳ ] |
| مالدیو            | MDV | کمیته المپیک مالدیو                    | ۱۹۸۵      | [ ۲۴ ] |
| مغولستان          | MGL | کمیته ملی المپیک مغولستان              | ۱۹۵۶/۱۹۶۲ | [ ۲۵ ] |
| میانمار           | MYA | کمیته المپیک میانمار                   | ۱۹۴۷      | [ ۲۶ ] |
| نپال              | NEP | کمیته المپیک نپال                      | ۱۹۶۲/۱۹۶۳ | [ ۲۷ ] |
| عمان              | OMA | کمیته المپیک عمان                      | ۱۹۸۲      | [ ۲۸ ] |
| پاکستان           | PAK | کمیته ملی المپیک پاکستان               | ۱۹۴۸      | [ ۲۹ ] |
| فلسطین            | PLE | کمیته المپیک فلسطین                    | ۱۹۹۵      | [ ۳۰ ] |
| فیلیپین           | PHI | کمیته المپیک فیلیپین                   | ۱۹۱۱/۱۹۲۹ | [ ۳۱ ] |
| قطر               | QAT | کمیته المپیک قطر                       | ۱۹۷۹/۱۹۸۰ | [ ۳۲ ] |
| عربستان سعودی     | KSA | کمیته المپیک عربستان سعودی             | ۱۹۶۴/۱۹۶۵ | [ ۳۳ ] |
| سنگاپور           | SIN | کمیته ملی المپیک سنگاپور               | ۱۹۴۷/۱۹۴۸ | [ ۳۴ ] |
| سری‌لانکا          | SRI | کمیته ملی المپیک سری‌لانکا              | ۱۹۳۷      | [ ۳۵ ] |
| سوریه             | SYR | کمیته المپیک سوریه                     | ۱۹۴۸      | [ ۳۶ ] |
| تایوان            | TPE | کمیته المپیک چین تایپه                 | ۱۹۶۰      | [ ۳۷ ] |
| تاجیکستان         | TJK | کمیته ملی المپیک تاجیکستان             | ۱۹۹۲/۱۹۹۳ | [ ۳۸ ] |
| تایلند            | THA | کمیته ملی المپیک تایلند                | ۱۹۴۸/۱۹۵۰ | [ ۳۹ ] |
| تیمور شرقی        | TLS | کمیته ملی المپیک تیمور شرقی            | ۲۰۰۳      | [ ۴۰ ] |
| ترکمنستان         | TKM | کمیته ملی المپیک ترکمنستان             | ۱۹۹۰/۱۹۹۳ | [ ۴۱ ] |
| امارات متحده عربی | UAE | کمیته ملی المپیک امارات متحده عربی     | ۱۹۷۹/۱۹۸۰ | [ ۴۲ ] |
| ازبکستان          | UZB | کمیته ملی المپیک ازبکستان              | ۱۹۹۲/۱۹۹۳ | [ ۴۳ ] |
| ویتنام            | VIE | کمیته المپیک ویتنام                    | ۱۹۷۶/۱۹۷۹ | [ ۴۴ ] |
| یمن               | YEM | کمیته المپیک یمن                       | ۱۹۷۱/۱۹۸۱ | [ ۴۵ ] |

## عضو پیشین
| ملیت    | کد  | نام کمیته ملی المپیک | تأسیس     | منبع   |
| ------- | --- | -------------------- | --------- | ------ |
| اسرائیل | ISR | کمیته المپیک اسرائیل | ۱۹۳۳/۱۹۵۲ | [ ۴۶ ] |